# Scylaceus
Scylaceus là một chi nhện trong họ Linyphiidae.